# Nemognatha peringueyi
Nemognatha peringueyi es una especie de coleóptero de la familia Meloidae.

## Distribución geográfica
Habita en Sudáfrica y Kenia.